# 箱根町立仙石原小学校
箱根町立仙石原小学校（はこねちょうりつ せんごくばらしょうがっこう）は、神奈川県足柄下郡箱根町仙石原にある公立小学校。

## 沿革
出典
- 1873年（明治6年）6月 - 「第1大学区第28番中学区第51番小学 有禎館」（現在の小田原市立大窪小学校の前身）の「第5支校」として、長安寺に開校。
- 1874年（明治7年） - 「第1大学区第28番中学区第56番小学 仙石学校」に改名。
- 1887年（明治20年） - 共有念仏堂（旧バス待合所裏）を改装し移転、「尋常仙石小学校」に改名。
- 1897年（明治30年）3月 - 現在の公民館の場所に校舎新築落成し移転。
- 1922年（大正11年）3月24日 - 「尋常高等仙石小学校」に改名。
- 1941年（昭和16年）4月1日 - 国民学校令により、「足柄下郡仙石原村国民学校」に改称。
- 1947年（昭和22年）4月1日 - 学制改革により、「足柄下郡仙石原小学校」に改称。
- 1956年（昭和31年）
  - 10月1日 - 「足柄下郡箱根町立仙石原小学校」に改称。
  - 11月12日 - 現在地（仙石原981）に新築移転。
- 1966年（昭和41年）2月 - 調理室完成。
- 1968年（昭和43年）4月26日 - 児童数の激増により、新館一棟（普通教室6・特別室2）増築落成。
- 1971年（昭和46年）1月30日 - 給食場改良工事。
- 1973年（昭和48年）11月12日 - 開校100周年記念式典挙行・新体育館落成。
- 1974年（昭和49年）9月11日 - フェンスバックネット新設。
- 1977年（昭和52年）
  - 3月30日 - 図工室改造。
  - 7月30日 - 町営仙石原プ－ル完成。
- 1978年（昭和53年）5月31日 - 土俵完成。
- 1979年（昭和54年）5月31日 - 日時計完成。
- 1980年（昭和55年）
  - 4月5日 - 学校農園新設。
  - 秋 - 収穫祭実施。
- 1981年（昭和56年）6月13日 - 小・中・保合同地震対策児童引き取り訓練実施。
- 1984年（昭和59年）11月13日 - 図工室（プレハブ校舎）完成。
- 1985年（昭和60年）2月6日 - 北校舎（調理場・家庭科室・図工室・視聴覚室）完成。
- 1986年（昭和61年）3月20日 - 正門フェンス新設。
- 1988年（昭和63年）
  - 1月22日 - 運動場整備。
  - 11月2日 - 体育館床と本館廊下を改修。
- 1989年（平成元年）11月22日 - 卒業記念鶏舎改築。
- 1990年（平成2年）11月21日 - 卒業記念うさぎ小屋完成。
- 1992年（平成4年）3月 - 卒業記念緯度経度高度表示石塔完成。
- 1996年（平成8年）7月 - 南校舎耐震工事。
- 1997年（平成9年）12月 - 校庭拡張工事と学年・学級園整備を実施。
- 1999年（平成11年）8月 - 体育館耐震工事。
- 2000年（平成12年）12月 - 校服廃止を決定。
- 2003年（平成15年）
  - 4月 - 校庭に「幼児学園落成」。
  - 11月12日 - 体育館にて、開校130周年記念式挙行し、学習発表会開催
- 2004年（平成16年）1月 - 同窓会より、全校集合写真下敷き配布が配布された。
- 2006年（平成18年）6月 - 町営プールが、町より移管される。
- 2007年（平成19年）7月 - 本館・南校舎改修工事。
- 2008年（平成20年）6月16日 - 児童による気象観測開始。
- 2009年（平成21年）3月18日 - ノートパソコン設置。
- 2010年（平成22年）7月21日 - 南校舎改修工事。
- 2011年（平成23年）12月26日 - 本館水道管改修工事。
- 2013年（平成25年）3月31日 -  気象観測委託事業終了。

## 学校教育目標
出典
- 郷土を愛し、学ぶ意味をもち、心豊かで、たくましく生きる児童の育成

## 通学区域
出典
- 箱根（箱根の森小学校の通学区域を除く）
- 元箱根（箱根の森小学校の通学区域を除く）

## 進学先中学校
公立中学校に進学する場合
- 箱根町立箱根中学校

## 学校周辺
- 箱根町立仙石原幼児学園 - 同一敷地内で、かつ進学前幼児学園。
- 老人ホームアレンジメントケア箱根仙石原
- 特別養護老人ホームなごみの里
- ホテル森のあかり
- 国道138号線
- 箱根町消防署仙石原分遣所
- 仙石原郵便局
- 仙石原永井病院

## アクセス
出典
- 小田原方面から
  - 小田原駅東口 4番のりば「[T]湖尻桃源台」行に乗車し、「仙石原小学校」下車 徒歩3分
- 箱根湯本方面から
  - 箱根湯本駅3番のりはから「[T]湖尻桃源台」行または「[TP]御殿場プレミアム・アウトレット 時之栖 御殿場高原ビール」行乗車し、「仙石原小学校」下車 徒歩3分